# Shearia calycina
Shearia calycina är en mångfotingart som beskrevs av Mikhaljova 2000. Shearia calycina ingår i släktet Shearia och familjen Diplomaragnidae. Inga underarter finns listade i Catalogue of Life.